# Schloss Tegel

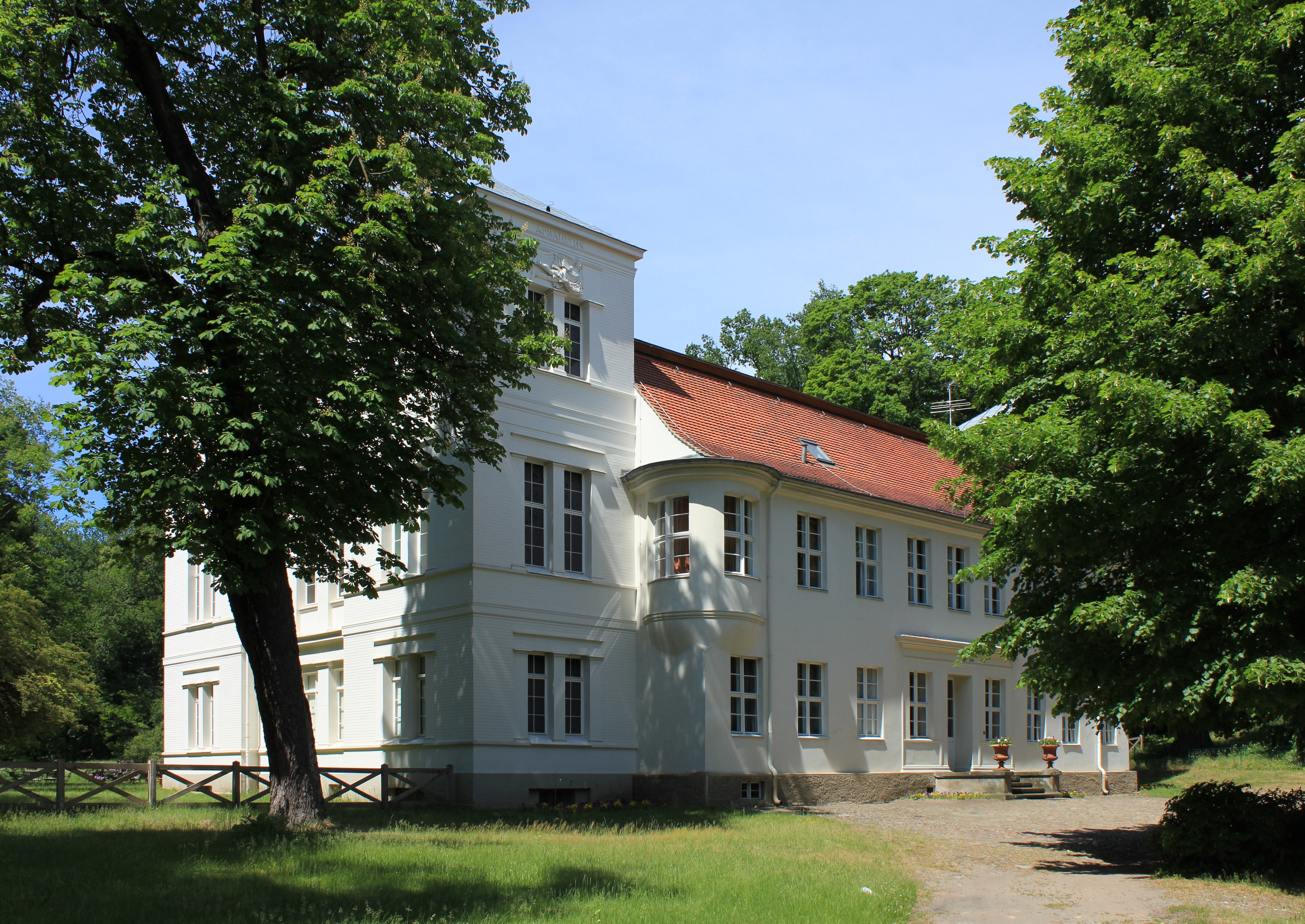
Schloss Tegel, 2012

Das Schloss Tegel (auch Humboldt-Schloss genannt) liegt im Berliner Ortsteil Tegel des Bezirks Reinickendorf. Es ist das bedeutendste Baudenkmal des Bezirks und steht wie auch Wirtschaftsgebäude und Mauer, Gärtnerhaus, Familiengrabstätte mit Statue der Hoffnung und Grabstätte Kunth unter Denkmalschutz. Die Brüder Wilhelm und Alexander von Humboldt verbrachten im vorherigen Schlösschen und auf Gut Tegel im Sommer viele Jahre ihrer Kindheit. Der Schlosspark erstreckt sich bis fast an den Tegeler See.
Das heutige Schloss Tegel wurde zwischen 1820 und 1824 errichtet; Bauherr war Wilhelm von Humboldt, sein Architekt Karl Friedrich Schinkel. Es gehört heute immer noch den Nachfahren Wilhelm von Humboldts, der Familie von Heinz, die auch hier wohnt. Das private Humboldt-Museum im Gebäude ist im Sommerhalbjahr montags während der Führungen zugänglich.

## Geschichte

### Bauwerke

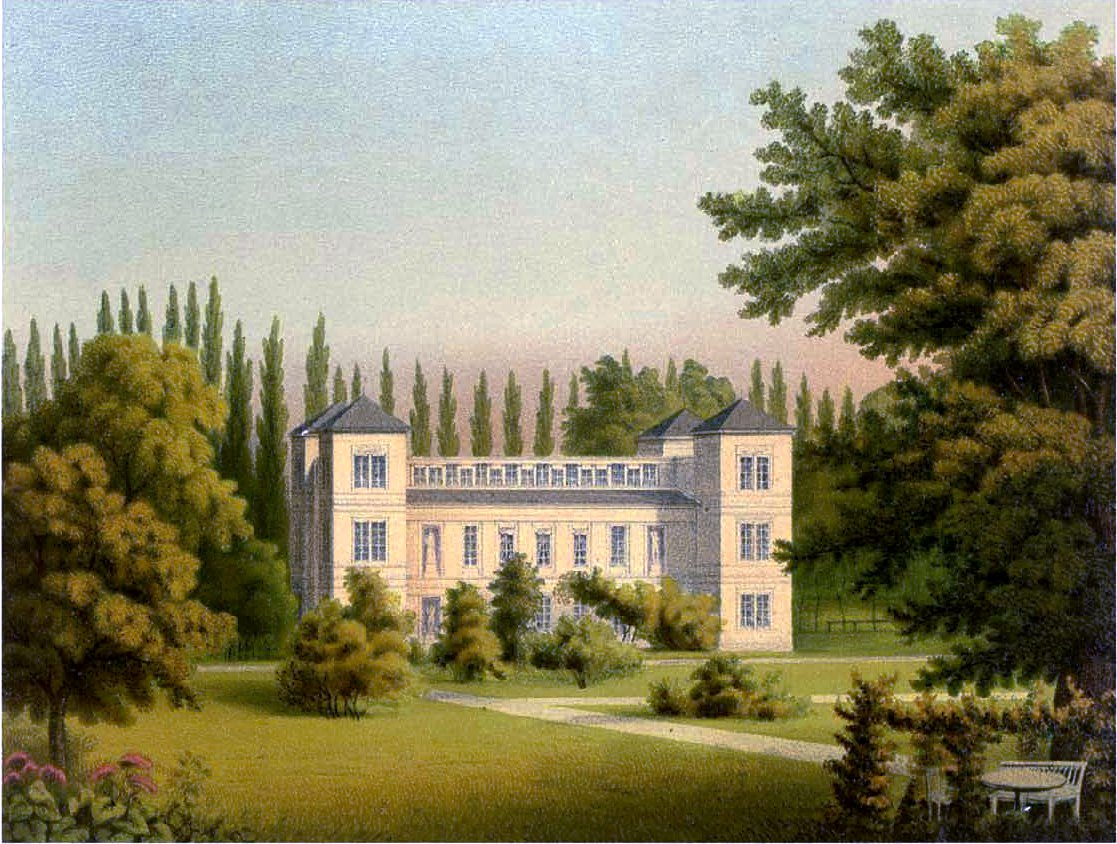
Schloss Tegel zwischen 1857 und 1858

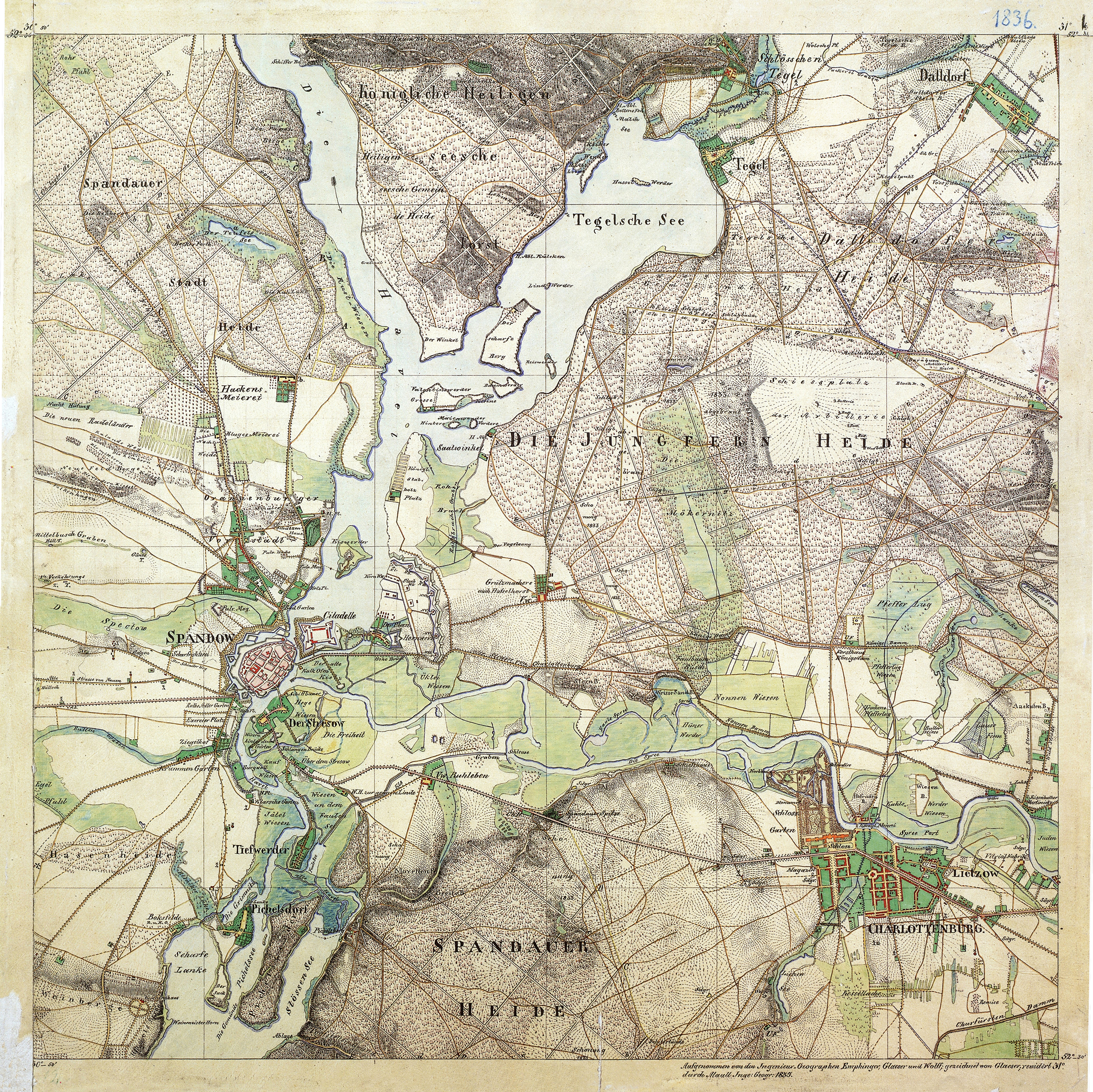
Lage um 1835

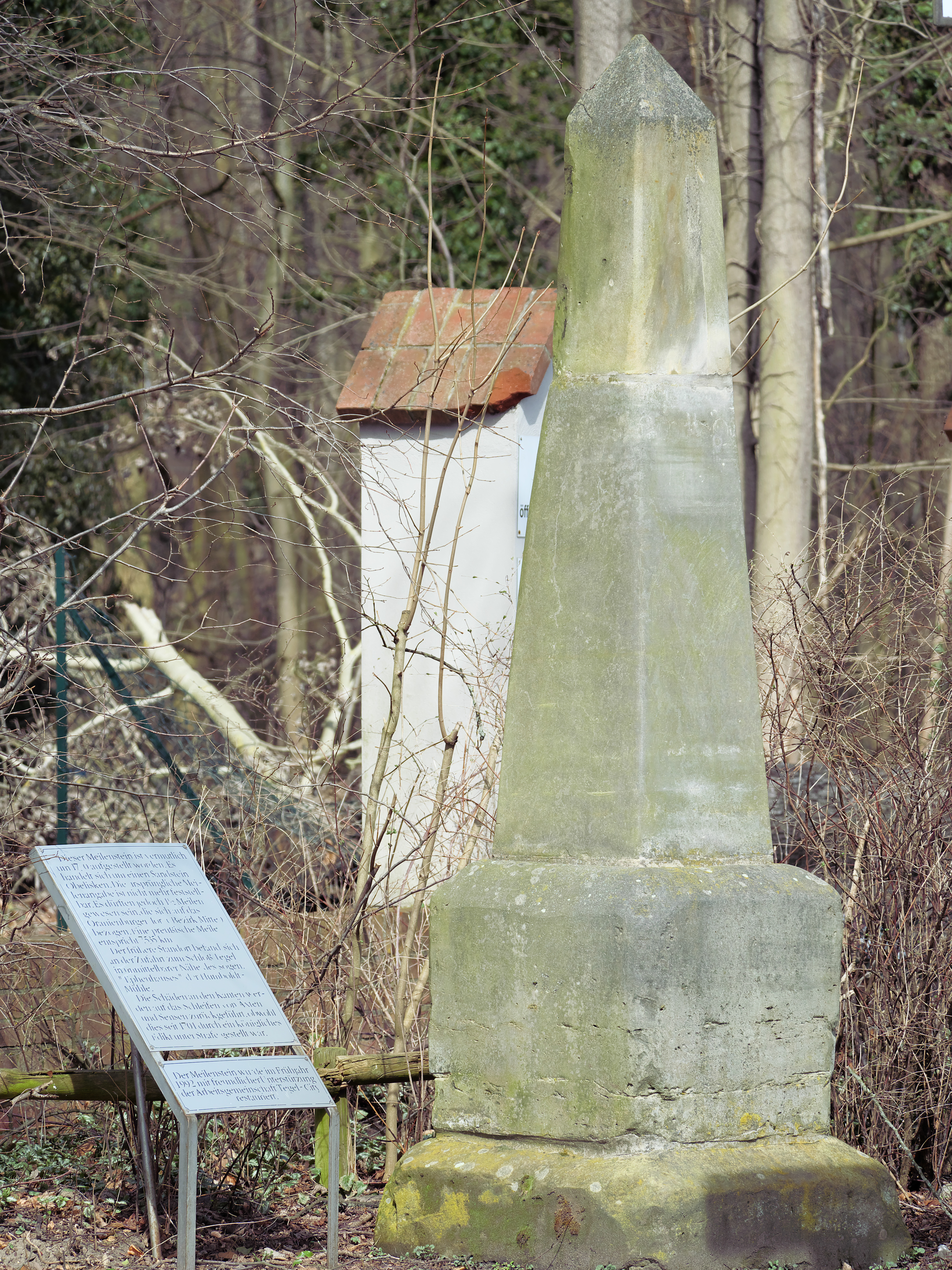
Meilenstein am Schloss Tegel

Ursprünglich 1558 als Renaissance-Herrenhaus erbaut, erfolgte auf Veranlassung von Kurfürst Friedrich Wilhelm von Brandenburg um 1645 der Umbau zu einem Jagdschloss.
Anfang des 18. Jahrhunderts wurde an der Zufahrt zum Schloss ein Meilenstein in Form eines Obelisken aus Sandstein aufgestellt, der zwei preußische Meilen vom zentralen Poststein am Dönhoffplatz in Berlin-Mitte entfernt ist. Der Meilenstein wurde 1992 restauriert und befindet sich heute südöstlich vom Schloss an der Adelheidallee.

### Bewohner
Nach kurzer Nutzung als Jagdschloss ging das Gut wieder in Privatbesitz über, bis es 1693 von Kurfürst Friedrich III. zurückgekauft wurde und bis 1752 kurfürstlich/königliche Domäne blieb. Nach wechselnden Pächtern erwarb 1760 der königliche Hauptmann Victor von Holwede (1737–1793) das Gut, verkaufte es aber bereits 1764 an seinen Bruder, den königlichen Hauptmann Friedrich Ernst von Holwede (1723–1765). Dessen Witwe, Marie-Elisabeth von Holwede, geborene Colomb (1741–1796), heiratete 1766 den Kammerherrn Alexander Georg von Humboldt (1720–1779).
Als Teil des Gutes Tegel ging das Schloss dadurch an die Familie von Humboldt über. Schloss Tegel wurde zum Familiensitz der Humboldts. Auch Alexander und Wilhelm von Humboldt lebten hier viele Jahre. Nach dem Tod seiner Mutter Marie-Elisabeth von Humboldt übernahm Wilhelm von Humboldt im Jahr 1797 das Anwesen. Er ließ das Schloss von 1820 bis 1824 durch Karl Friedrich Schinkel im Stil des Klassizismus umgestalten und verstarb hier 1835. Später erbte Wilhelm von Humboldts Tochter Gabriele das Anwesen. Sie war mit dem preußischen Außenminister Heinrich von Bülow verheiratet. Nach Gabriele von Bülows Tod ging der Tegeler Besitz in die Hände von Tochter Constanze und damit an die Familie von Heinz über. Einer der Nachfahren ist Reinhold von Heinz (1861–1939), Geheimer Rat a. D. und Ehrenritter des Johanniterordens. Da der älteste Sohn Karl Egon als Offizier 1914 starb, erbte Hans Rüdiger von Heinz (1894–1941) Schloss Tegel. Er war Zögling auf der Ritterakademie Brandenburg und studierte in Oxford, war Reserveleutnant und Gesandtschaftsrat. Sein Rittergut Tegel hatte 1929 eine Fläche von 103 Hektar. Die Nachkommen bewohnen das Haus noch heute. Der am 30. Mai 2017 verstorbene Ulrich Vincenz von Heinz (geb. 6. Juli 1941) wurde in der Familiengruft des Schlosses beigesetzt.

### Schlosspark
Der Park wurde in den Jahren 1777–1789 vom Verwalter und Hauslehrer der Humboldts, Gottlob Johann Christian Kunth, angelegt. Ab 1802 gestaltete Wilhelm von Humboldt den Park neu. Die oft verbreitete Urheberschaft Peter Joseph Lennés hat sich als falsche Zuschreibung herausgestellt. Im Jahr 1824 hat auch Karl Friedrich Schinkel an der Umgestaltung des Schlossparks mitgewirkt.
Im Jahr 1983 wurde der Schlosspark unter Denkmalschutz gestellt. An seiner Westseite nahe am Tegeler See steht eine angeblich 800 Jahre alte Eiche, die Dicke Marie, wie sie von den Gebrüdern Humboldt nach ihrer Köchin genannt wurde. In der Nähe des Schlosses steht die monumentale Humboldteiche mit einem Brusthöhenumfang von 7,80 m (Stand: 2018).

### Gutsbezirk
Das Gut Tegel bildete seit dem 19. Jahrhundert den Gutsbezirk Tegel-Schloß im Kreis Niederbarnim, zu dem neben dem Schloss und seiner direkten Umgebung auch der Tegeler See mitsamt seinen Inseln gehörte. Im Rahmen der Bildung von Groß-Berlin am 1. Oktober 1920 wurde der Gutsbezirk, der 1919 auf einer Fläche von 511 Hektar 727 Einwohner hatte, ein Teil des Berliner Bezirks Reinickendorf und bildete zusammen mit der ehemaligen Landgemeinde Tegel den Ortsteil Tegel.

## Die Familiengrabstätte
Im Schlosspark befindet sich auch die 1829 von Schinkel gestaltete Grabstätte für Caroline von Humboldt, die Ehefrau von Wilhelm von Humboldt. Wilhelm ließ ihr keinen Grabstein, sondern ein Denkmal mit einer von Bertel Thorwaldsen in Marmor geschaffenen römischen Göttin Spes auf einer hohen Granitsäule errichten. Das von Caroline seit ihren römischen Tagen geliebte Kunstwerk erwarb Wilhelm nach ihrem Tod. In der Grabstätte findet sich kein Hinweis auf den auferstandenen Christus, wie Theodor Fontane irrtümlich meinte. Auch Wilhelm und Alexander von Humboldt ließen sich hier beerdigen, ebenso die Nachfahren Carolines und Wilhelms von Humboldt bis heute. Die einheitlich gestalteten Grabsteine ohne Verzierung und die flachen Grabhügel sind in Reih und Glied angeordnet und wirken schlicht. Eine für Schinkels Verhältnisse sehr einfach gehaltene halbrunde Steinbank („Exedra“) rahmt die „Hoffnungssäule“ von hinten ein.

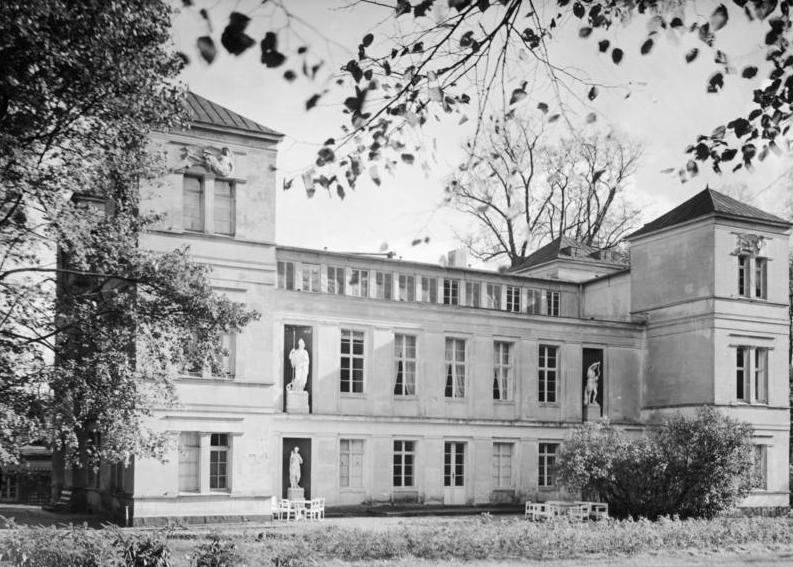
Parkseite von Schloss Tegel, 1931
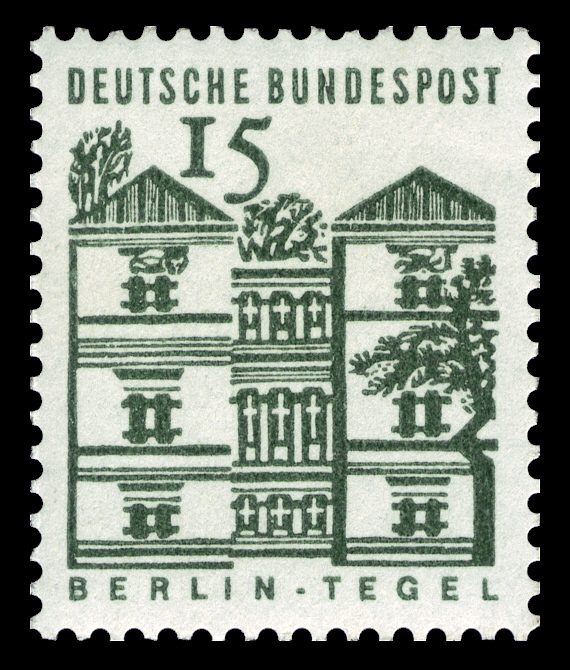
Briefmarke der Deutschen Bundespost (1965) aus der Serie Deutsche Bauwerke aus zwölf Jahrhunderten
Briefmarke der Deutschen Bundespost (1969) aus der Serie Deutsche Bauwerke aus zwölf Jahrhunderten